# オスカル・ダウブマン

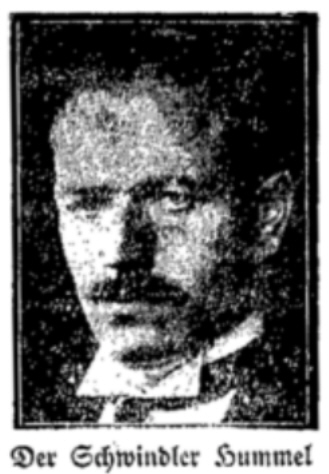
オスカル・ダウブマンことカール・イグナッツ・フンメル（1933年1月17日）

オスカル・ダウブマン（Oskar Daubmann, 1898年3月9日 - 1954年1月20日）は、スイス系ドイツ人の詐欺師。本名はカール・イグナッツ・フンメル（Karl Ignaz Hummel）。1932年、復員兵を装い「第一次世界大戦時に捕虜となり、戦後もフランスによって不当に抑留されていた」などと主張してドイツ国内外からの注目を集めた。国家社会主義ドイツ労働者党（NSDAP, ナチ党）などが「最後の戦争捕虜」として彼を宣伝に利用したほか、独仏の外交関係にも影響を及ぼした。

## 経歴
1898年、カール・イグナッツ・フンメルはスイスのバーゼルからほど近いオーバーヴィルにて生を受けた。11歳の頃に家出し、窃盗罪で逮捕された後に少年院へと送られた。その後も微罪を重ね、複数の有罪判決および懲役刑を受けている。
1930年、オッフェンブルクに移り、仕立て屋としての職を得る。1931年、クラスツェンチア・アルガイヤー（Kreszentia Allgeier）と結婚。1932年、経済的な理由から彼は妊娠した妻の元を去り（同年中に妻から離婚申請が行われた）、フランス外人部隊に入隊しようとアルジェリアへと向かった。しかし、フンメルが旅する事ができたのはナポリまでだった。移動に使っていた自転車を売却した上、結局は旅費が尽きて帰国することもできなくなったフンメルは、ナポリのドイツ領事館を騙して帰国することを思い立ち、第一次世界大戦時に行方不明となったと聞いていたエンディンゲン・アム・カイザーシュトゥール出身の元学友、オスカル・ダウブマンの名を騙ることを決めたのだった。なお、フンメルがオスカル・ダウブマンを名乗ることを決めたきっかけには異説もあり、強盗をはたらき逮捕され、10年間の刑期を終えて釈放された際、古着屋で購入した軍服のポケットにオスカル・ダウブマンという兵士の軍人手帳が入ったままだったことによる、とされる場合もある。
本物のオスカル・ダウブマンはドイツ帝国陸軍第111歩兵連隊第5中隊所属の兵士で、1916年10月21日にソンム県グランクール付近での戦闘中に行方不明となっていた。当時同中隊に所属していた兵士はダウブマンについて、「恐らく彼は死んでいるが、その前にフランス軍の捕虜になったかもしれない」と語った。同年のうちに地元エンディンゲンの戦争記念碑の行方不明者のリストにダウブマンの名が刻まれた。小作農だった両親、父ルートヴィヒと母ローザは恩給受取り手続きの際に息子の戦死を認めていたが、ローザはその後も息子の生存を信じていた。彼女は毎年のクリスマスイブに小さなツリーと赤い蝋燭を戦争記念碑前に飾り、息子を含む未帰還者の帰還を祈っていたという。

### 「ダウブマン氏」の帰還
1932年5月21日、ダウブマンの両親はイタリアの消印が押された手紙を受け取った。彼らの息子オスカル・ダウブマンを名乗る差出人は、劇的な従軍経験の顛末を詳細に記し、最後にナポリのドイツ領事館にてパスポートの再発行を申請するため、出生証明書と洗礼証明書を郵送して欲しいと書いていた。ローザはこの手紙を読み終わる前に気を失ったという。間もなく「ダウブマン氏」の手紙はエンディンゲン中で知られるニュースとなり、全国紙にも手紙の写しが掲載されることとなった。出生証明書と洗礼証明書はエンディンゲン市長によって直ちにナポリへと送られた。
「ダウブマン氏」が語る従軍経験は非常にドラマチックなものだった。まず、彼は1916年秋のグランコートの前哨地点をめぐる戦闘の折に腹を銃剣で刺され、目が覚めるとアミアンの軍病院にいた。そこで12週間の治療を受けた後、窓を割って脱走を試みたが、歩哨のフランス兵と出くわした。彼は窓枠の切れ端で兵士を殴り倒したが、間もなく撃たれて逮捕された。軍事裁判所は歩哨がその後死亡したとして、過失致死について「ダウブマン氏」に懲役20年を宣告した。そしてアヴィニョン、マルセイユ、アルジェを経てコンスタンティーヌの刑務所に送られた。収監中は外人部隊のズボンの補修作業を行わされていた。また、刑務所の独房は非常に狭く、些細な理由から5度も懲罰を受けたという。1931年12月、刑務所裏の道路建設作業に駆り出され、その2週間後には馬を盗んで脱走を遂げる。馬が死んでからは3ヶ月に渡って徒歩でチュニスを目指した。そこで彼はイタリアの船に忍び込み、ヨーロッパへの密航を試みたものの、船長に発見された。しかし、彼の懇願の末、船長は船の名を明かさないことを条件に乗船を認めた。そしてパレルモに到着し、両親への手紙を書いた、というのが「ダウブマン氏」の語った経歴であった。
5月29日、エンディンゲンにて15,000名以上の住民が参加する「最後の捕虜」の歓迎式典が催され、フンメルは「ダウブマン氏」として凱旋した。集まった群衆にはダウブマンの戦友や学友が多数含まれていた。29日夜、急行列車で「ダウブマン氏」が到着した時、駅で彼を迎えたローザは「私のオスカルじゃない！」（„Des isch mi Oskar nit!“）と口にしたという。これについてローザは後日「もはや私のオスカルじゃない」（„Des isch mi Oskar nimmi“）、すなわち16年を経た息子の成長に驚いたための言葉だったと説明しており、やがて両親とも「ダウブマン氏」は息子に間違いないと認めた。

### 宣伝と報道
フランスは1930年までに全てのドイツ人捕虜を釈放したとしていたため、この事件は独仏間の外交関係にいささかの緊張をもたらした。ドイツ兵が不当に抑留されていたことはドイツ国内、やがては国際的なセンセーションを巻き起こし、その拡大にしたがって「ダウブマン氏」の名も世界中に認知されていった。ダウブマン家のように戦地で行方不明となったままの息子や父がある家庭では、「ダウブマン氏」の帰還は家族の生存を信じるための新たな希望と受け止められた。ドイツ国内報道は「ダウブマン氏」のニュースを利用して国民の熱狂を煽り、偽善と残酷を強く非難する反仏キャンペーンを展開した。特に彼に関心を払っていたのは国家社会主義ドイツ労働者党（NSDAP, ナチ党）系の報道機関だった。NSDAP宣伝部長ヨーゼフ・ゲッベルスは、『デア・アングリフ』紙に寄せた文章の中でフランスに対する報復戦争の必要性を訴えた。「ダウブマン氏」自身も非常に激しく下品な言葉を交えてフランスを批判する講演を行った。大統領パウル・フォン・ヒンデンブルクはバーデンの内務省に対し、「ダウブマン氏」の生活を支援するようにと個人的な依頼を行った。
こうした中で「ダウブマン氏」に近づいたのが、退役軍人のフランツ・アントン・ブーミラー少佐（Franz Anton Bumiller, 1871年 - 1955年）である。ブーミラーはジークマリンゲン出身で、戦時中は本物のダウブマンと同じ第111歩兵連隊に勤務し、鉄十字章を始めとする複数の勲章等を受章している。さらに退役後は地元の退役軍人会会長、職業学校校長、手工業会議所議長などを務めており、赫々たる軍歴を誇る愛国主義者かつ地方産業界の重鎮と目されていた。ブーミラーはフンメルの嘘を見抜いていたが、その上で一儲けするために状況を利用することを選んだ。彼は講演ツアーを企画し、数週間を費やして英雄となった「ダウブマン氏」と共にドイツ各地を巡った。この過程でフンメルは複数の勲章等を授与された。彼は18つの街で名誉市民となり、戦争捕虜協会の名誉会長にも選ばれている。ブーミラーはさらに「ダウブマン氏」の関連商品販売、「実話」に基づく冒険小説の執筆、映画化に向けた交渉などを行った。「ダウブマン氏」の物語はNSDAPによるプロパガンダにおいて頻繁に取り上げられ、1932年7月の選挙におけるNSDAP躍進の遠因の1つとも言われている。

### 疑惑
当初から「ダウブマン氏」の物語に対する疑義や史実に照らし合わせた際の矛盾の指摘もあったが、世間一般では無視されるか、フランスによる嘘やプロパガンダとして切り捨てられていた。しかし、「ダウブマン氏」ことフンメルはかつてのダウブマンと似ても似つかず、戦友や友人の中にも本人かどうか疑う者が多かった。例えばダウブマンの瞳は茶色だったが、「ダウブマン氏」の瞳は青緑色で、目元を痙攣させる奇妙な癖があった。また、散弾銃の暴発で顔に刻まれたはずの目立つ傷跡も当然なかった。既に「ダウブマン氏」に関連する国民の熱狂は無視できないものとなっていたため、ドイツ政府は一連の物語の真偽を確認するべくフランス政府に情報の提供を求めた。1932年9月5日、フランス政府はあらゆる公的記録を複数回調査したものの、「ダウブマン氏」に関する痕跡を一切発見できなかったと回答した。

### 逮捕とその後
NSDAP系の報道機関はフランスの報告書を認めなかったが、やがてドイツ側の公機関でも調査が始まった。そして地元警察当局が「ダウブマン氏」自身に事情聴取を試みた際、同行した医師が口実を付けて彼の下腹部の傷跡を調べたところ、銃剣によるものではなく胃の手術によるものであることが判明した。これによって彼のドラマチックな従軍経験は全て虚偽であることが判明した。また、この際に捜査員らが採取した「ダウブマン氏」の指紋を警察の逮捕者記録と照合した結果、「ダウブマン氏」の正体がフンメルだと判明したため、1932年10月11日に逮捕したのである。この顛末に関する異説としては、フンメルの演説中に聴衆の中から1人の老人が立ち上がり、彼を指差しながら「お前はダウブマンではない。私の息子だ」と叫んだことで正体が暴露された、とも言われている。逮捕時、フンメルは「ようやくか！」（„Endlich!“）と叫んだという。彼自身はこれほど長く、また輝かしく宣伝されながら「ダウブマン氏」を演じることに嫌気が差していた。元々、彼はナポリの領事館を騙してタダで帰国することだけを目的に「ダウブマン氏」を演じたのであり、ドイツ全体が愛国と反仏に燃えることなど想像さえしていなかった。
ダウブマンの父ルートヴィヒは「ダウブマン氏」の帰還から真相の暴露まで変わらず冷静を保っていたが、母ローザは真相の暴露に激しく狼狽した。彼女はその後もオスカルが1916年に死んだということを認めようとしなかった。一方、フンメルの逮捕により「ダウブマン氏」の物語を熱心に宣伝していたNSDAPは対抗勢力からの批判と嘲笑に晒され、情報の隠蔽と人々の口止めに追われることとなった。同年のドイツ共産党系雑誌『AIZ』45号では、アドルフ・ヒトラーとフンメルを並べて「彼らは同じ嘘つきだ！」と批判するコラージュ写真が表紙に使われた。ブーミラーの名声は失墜し、間もなくしていくつかの職を辞することを余儀なくされた。彼はダウブマンの両親や戦友たちの言葉を信じていたのだと主張した。
1933年7月12日、フライブルク地方裁判所は、悪質な偽造・詐欺について有罪判決を下し、2年半の懲役刑を宣告した。刑期を終えた後も面子を潰されたNSDAPはフンメルに対する非難と弾圧を続け、1935年には親衛隊（SS）が彼を逮捕して予防拘禁下に置いた。1945年、シュヴェービッシュ・ハルにて現地に進駐したアメリカ軍によって解放された。その後はシュヴェービッシュ・ハルに暮らし、1946年に再婚、1954年に死去するまで仕立て屋として働いた。
1998年にはドイツ警察の資料が公開されたことで、彼に対する関心が再び高まった。